# Giszmunda
A Giszmunda germán eredetű női név, jelentése: nyíl vagy vessző, hajtás + védelem.

## Gyakorisága
Az 1990-es években szórványos név, a 2000-es években nem szerepel a 100 leggyakoribb női név között.

## Névnapok
- szeptember 24.[2]